# Alburnoides varentsovi
Alburnoides varentsovi — вид коропоподібних риб роду Бистрянка (Alburnoides) родини Ялецеві (Leuciscidae). Вид населяє водойми північних схилів хребта Копетдаг у Туркменістані. Розмір тіла сягає 9,1 см завдовжки.